# Funk (omroep)
Funk (eigen spelling funk) is een Duits online media-aanbod en inhoudsnetwerk van ARD en ZDF voor tieners en jongvolwassenen tussen 14 en 29 jaar. ARD en ZDF zijn gezamenlijke dragers en gelijkwaardige omroepen van het aanbod. Südwestrundfunk (SWR) heeft de leiding over het project.

## Doelgroep en concept
Funk is bedoeld voor mensen tussen de 14 en 29 jaar die anders niet of nauwelijks gebruik maken van de televisieproducties van de publieke omroepen. Het projectvolume bedraagt 45 miljoen euro, waarvan twee derde wordt gefinancierd door ARD en een derde door ZDF. Funk produceert meer dan 70 verschillende, regelmatig gepubliceerde programma's voor social media platforms. Deze worden uitgespeeld op hun eigen kanalen of accounts. De platforms zijn onder meer YouTube, Facebook, Twitter, Instagram, TikTok, Spotify en Snapchat. Alle inhoud is ook beschikbaar op de funk.net-webapp. De programma's zijn gericht op informatie, oriëntatie of entertainment. Deze omvatten verklarende video's, rapporten, komische video's en fictieproducties. Daarnaast worden sommige series onder licentie gedistribueerd, sommige in de originele Engelse versie. De afzonderlijke programma's worden geproduceerd door verschillende particuliere productiebedrijven, de eigen productiebedrijven of de omroepen zelf.
Het Funk-netwerk valt onder de bepalingen van het Staatsomroepverdrag. Daarbij hoort een vaste review van alle programma's in de vorm van gesprekken met de producenten, die minimaal halfjaarlijks plaatsvinden.

## Geschiedenis

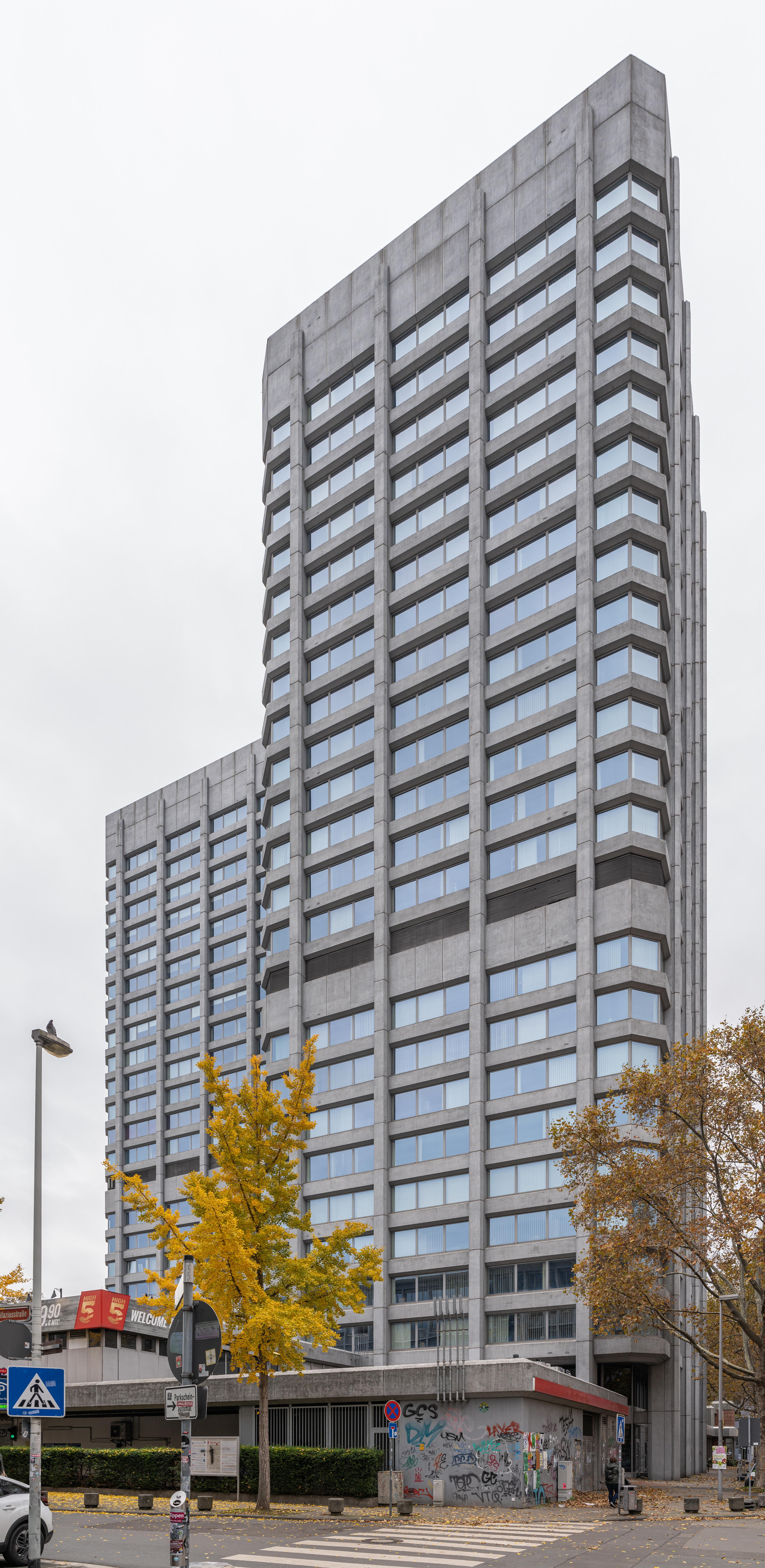
Bonifaziusturm A (rechts), hoofdkwartier Funk in Mainz

De directeur van de SWR, Peter Boudgoust, voerde sinds 2011 publiekelijk campagne voor een publieke omroep voor de jonge doelgroep. Op 27 november 2012 heeft de SWR de wens uitgesproken om EinsPlus te fuseren met ZDFkultur. De nieuwe zender die door deze fusie tot stand kwam, zou gezamenlijk worden geproduceerd door ARD en ZDF en in de eerste plaats gericht op een jong publiek. ZDF was voorzichtig en wees erop dat een beslissing van de politiek onvermijdelijk zou zijn. De ZDF had echter vooraf al een soortgelijke verklaring afgelegd en sloot bijvoorbeeld een schorsing van ZDFkultur ten gunste van een gezamenlijke jongerenzender niet uit.
In de eerste aflevering van Neo Magazin op 31 oktober 2013 was er een satirische marketingcampagne voor het nieuwe jongerenkanaal ARD en ZDF als single player.
De conferentie van de Duitse premier besloot op 17 oktober 2014 in Potsdam om de kanalen EinsPlus en ZDFkultur stop te zetten ten gunste van een nieuw online jongerenkanaal van ARD en ZDF, dat oorspronkelijk ook op lineaire televisie zou worden uitgezonden. Op 3 december 2015 werden de regels voor het nieuwe aanbod voor jongeren bekrachtigd door de premier als onderdeel van de ondertekening van de 19e wijziging van het Duitse staatsomroepverdrag. Het amendement omvatte ook een nieuwe verordening betreffende het staatsverdrag inzake de bescherming van jongeren in de media en andere wijzigingen in de Duitse uitzendvergoeding. De Duitse deelstaatparlementen konden vooraf alleen compact stemmen over dit amendement; een afwijzing van de nieuwe regelgeving inzake jeugdmediabescherming zou ook hebben geleid tot vertragingen in het aanbod voor jongeren en de uitzendkosten. In april 2016 werd Öffentlich-rechtliche Rundfunkanstalte Vertrag über die Veranstaltung des Jungen Angebots von ARD und ZDF (Contract van de publieke omroep voor de organisatie van het jonge aanbod van ARD en ZDF) ondertekend tussen de Duitse staatsomroepen en de ZDF.
Florian Hager was van zomer 2015 tot 2020 directeur van de jongerenzender. Begin december 2015 stelde ZDF de journaliste Sophie Burkhardt voor als vertegenwoordiger van de jongerenzender. Op 1 november 2020 verving Philipp Schild tijdelijk Florian Hager als programmadirecteur van Funk.
Op 15 maart 2016 ging de blog van het kanaal online onder de naam Junges Angebot von ARD und ZDF. De naam van de nieuwe jongerenzender Funk werd op 29 september 2016 bekendgemaakt. Het inhoudsnetwerk begon op 1 oktober 2016 met meer dan 40 formaten.
Volgens ZDF blijft de controversiële journalist en tv-presentator Nemi El-Hassan werken voor de jeugddienst “Funk” nadat WDR zich begin november 2021 uitsprak tegen samenwerking met El-Hassan.
Begin februari 2023 veranderde Funk het voorheen zwarte logo met pastelkleurige, kleurrijke letters in een paars logo met witte letters.

## Formaten

### Ontwikkeling
Een idee voor een Funk-format kan worden ingediend via de website van Funk. Het is belangrijk om een aantal vragen te beantwoorden die inzicht moeten geven of de formule past in het portfolio. Belangrijk hierbij is de focus op de doelgroep tussen 14 en 29 jaar en de weergave van de content op online platformen, maar ook een voldoende gestructureerd idee dat indien nodig kan worden uitgebreid of besproken. Andere vragen omvatten, maar zijn niet beperkt tot, het type publiek, het type toegevoegde waarde en het team. Zodra een voorstel is ingediend, beoordeelt een team het voorstel. De selectie wordt gemaakt in overeenstemming met het mandaat van de Duitse publieke omroepen.
Naast de mogelijkheid om een voorstel in te dienen, biedt Funk een Duits Talent Netwerk, dat op zoek is naar mensen die talenten hebben op het gebied van video development.
Binnen een cyclus worden de afzonderlijke formaten geanalyseerd en geëvalueerd; de afzonderlijke video's worden begeleid door de funk-redactie en gecontroleerd voordat ze in Duitsland worden gepubliceerd. Sommige formats zijn na een bepaalde tijd klaar omdat de jonge doelgroepen dynamischer zijn dan de oudere en veranderingen waar Funk op wil inspelen sneller plaatsvinden. Andere redenen voor het einde van een format kunnen de nogal lage respons zijn of de beperking van makers van inhoud, zoals bij "Broadcast My Ass", dat na twee seizoenen eindigde. Formaten zijn meestal ongeveer een tot twee jaar in het Funk-netwerk, hoewel deze informatie kan variëren. Vanaf juli 2022 worden er enkele formaten geëxploiteerd die bestaan sinds de oprichting in 2016.

### Thema's en productie
Het Duitse themaportfolio omvat verschillende genres. Deze omvatten satire (bijv. Bohemian Browser Ballet), amusement (bijv. Das schaffst du nie!), Oriëntatie- en jeugdkwesties (bijv. Kostas Kind, Okay of Bubbles), educatie (bijv. Blaulichtkanal, DIE DA OBEN!, maiLab of MrWissen2Go), reportages (bijv. STRG_F , Crisis, Die Frage of follow me), omgeving (bijv. Ozon) of webseries (bijv. DRUCK, FinalClash, BMA). Formaten zoals WALULIS vertegenwoordigen mengvormen. In het verleden werden sommige reeksen ook onder licentie verspreid, waarvan sommige in de originele Engelse versie.
De Duitse content voor Funk wordt ofwel geproduceerd door de Duitse publieke omroepen zelf (zoals ZDF bij MrWissen2go), ofwel door bedrijven waarvoor Funk de gebruiksrechten krijgt. Licenties voor beeldmateriaal kunnen afkomstig zijn van aanbieders van stockfoto's of persbureaus zoals dpa.

## Ontvangst en kritiek
Christian Meier bekritiseert Die Welt vanwege het feit dat het geld van de radiolicentie het ondersteunt door de inhoud op privéplatforms zoals YouTube en Instagram te plaatsen: "Hoewel ze geen advertentiegeld verdienen met de Funk-video's […], profiteren ze er uiteindelijk wel van. van professioneel geproduceerde video's Inhoud". Aan de andere kant hebben de publieke omroepen de taak jongeren en jongvolwassenen te bereiken met hun content, daarom moeten de 'publieke omroepen naar de plek waar meningen worden gevormd en de discussie over maatschappelijk relevante vraagstukken plaatsvindt', aldus programmamanager Florian. Hager in een interview met Der Standard. Justus Haucap, hoogleraar economie uit Düsseldorf in Noordrijn-Westfalen en voormalig voorzitter van de Monopoliescommissie, ziet "achter het jongerenaanbod geen [...] behoefte", aangezien er al "een zeer grote verscheidenheid aan aanbiedingen op YouTube en elders is." Leonhard Dobusch, als vertegenwoordiger voor de belangengroep “Internet” van de ZDF-televisieraad, is ook kritisch over het gebruik van commerciële platforms van derden, maar beschouwt Funk als een platform als model voor toekomstige publieke omroepprojecten: “Het voorbeeld van het jongerenprogramma 'Funk' laat al zien welke potentie er verbonden is aan het afkeren van de uitzendreferentie. Met relatief weinig middelen worden daar voortdurend spannende experimenten en innovatieve formats gecreëerd”.
De Berliner Zeitung beoordeelde funk als een succes. De financiering van de kanalen via de vergoedingen heeft een positief effect op de inhoud. Dit is met name terug te zien in het maiLab-format, dat 'niet alleen om aandacht gaat, maar ook om educatie'. Voor de videoproducenten bestaat het risico op shitstorms en agitatie, wat een probleem kan worden als ze er geen ervaring mee hebben. Funk biedt daarom een Netzwerk von Coaches aan dat ondersteuning biedt bij het omgaan met haatboodschappen. Het voormalige format Jäger & Sammler bijvoorbeeld, werd blootgesteld aan massale kritiek en agitatie. Jäger & Sammler-redacteur Tarik Tesfu, die zwart is en volgens zijn eigen verklaring homo, feminist en antiracistisch is, is een projectieoppervlak geworden voor xenofobe, racistische, homofobe en islamofobe stromingen op sociale media.
In Der Spiegel bekritiseert Martin U. Müller Funk voor het schrappen van "showcaseprojecten", zoals het informatieformaat Jäger & Sammler dat Frontal21 samen met de ZDF-redactie heeft geproduceerd of de serie 100percentme, die zich richt op jongeren met een handicap.
Inga Barthels van Der Tagesspiegel beschouwt het Mädelsabende-formaat, dat sinds 2018 wordt geproduceerd, als een "succesvol project" dat, naast andere formaten, "jonge vrouwen en feminisme ondersteunt". Mädelsabende ontving een Grimme Online Award. In de uitspraak van de jury werd het format positief benadrukt: “In de verder oppervlakkige Instagram-droomwereld moedigt het inhoudelijk veeleisende verhaalformaat de volgers aan om na te denken en te discussiëren. De implementatie van het format is niet alleen inhoudelijk overtuigend, maar ook door vormgeving en interactiviteit." In Die Welt bekritiseert Hannah Lühmann echter het Mädelsabende-formaat als eenzijdig, bijvoorbeeld voor veel funk-formaten. Het is 'fataal dat Funk, met de kakelende eenzijdigheid van zijn aanbiedingen, precies het tegenovergestelde doet van verlichting: het levert degenen die al de ingrediënten geloven die zijn opgekauwd tot op het punt van totale domheid en weigert elke belangrijke regel die kan controversieel worden weggewerkt ". Het mediablog Altpapier was het in principe eens met de stelling van het toenemende "verlangen naar zelfbevestiging", maar betwijfelt of Mädelsabende een goed gekozen voorbeeld is van deze ontwikkeling. Hij had kritiek op de sensationele kop, die het artikel in Die Welt zelf een "zelfbevestigingsaanbod" maakte en - zoals Jonas Jansen van de FAZ eerder had geschreven - een bijdrage voor "commentarenkolommen".

## Prijzen
- 2019 - Robert Geisendörfer-prijs voor Florian Hager en Sophie Burkhardt (Programmamanagement Funk).[32]